# Agapeta hamana
Agapeta hamana ist ein Schmetterling (Nachtfalter) aus der Familie der Wickler (Tortricidae).

## Merkmale
Die Falter haben eine Flügelspannweite von 15 bis 23 Millimeter und sind hell- bis schwefelgelb gefärbt. Vor der Flügelmitte der Vorderflügel befindet sich ein rostfarbener Fleck sowie ein ebenfalls rostfarbener schräger Streifen, der bis zur Flügelmitte reicht, aber gelegentlich auch bis zum Flügelrand verlängert sein kann. Die Hinterflügel sind dunkelgrau.

### Ähnliche Arten
- Agapeta zoegana (Linnaeus, 1767)

## Lebensweise
Die polyphagen Raupen von Agapeta hamana leben in der Erde und fressen an den Wurzeln von Disteln (Carduus), Kratzdisteln (Cirsium), Färber-Scharte (Serratula tinctoria) und Klee (Trifolium). Die Raupen verpuppen sich in einem weißen Seidenkokon in der Erde.

### Flug- und Raupenzeiten
Agapeta hamana bildet zwei Generationen im Jahr, die von Mai bis September in der Dämmerung oder bei Nacht fliegen. Die Falter werden auch häufig an künstlichen Lichtquellen angetroffen